# 시흥시의 역사
시흥시의 역사는 기원전 6000여 년부터 시작되어 선사 시대에는 일시적인 거주지 또는 독립적인 거주지로써의 역할을 해왔다. 청동기 시대가 되어 구릉에 집을 짓는 경우가 많아졌으며 서북 지역과 동북 지역의 문화적 한계선 역할을 했다. 이후 비류 집단과 긴밀한 관계를 맺어왔던 시흥이 고구려의 영향권에 들었는지는 확실치 않으나, 신라에 의해 매소홀현과 장항구현을 각각 소성현과 장구군으로 개편되었다는 기록을 통해 지속적으로 신라의 영향권에는 들었던 것으로 판단된다.
남북국 시대에 이르러 비교적 중요도가 덜한 신라의 영역으로 인식된 시흥은 김포에서 시흥으로 이어지는 평야지대에 의해 전쟁을 위한 보급기지 역할을 했다고 보는 견해도 있으나 경주와 거리가 멀어 사신왕래로나 대당 무역의 수혜를 받진 못했던 것으로 보인다. 고려의 인주와 안산현에 해당되었던 현재의 시흥은 몽골 제국의 침입을 받아 다른 경기도 지방과 마찬가지로 큰 피해를 입었으며 시흥의 소래산성에서 삼별초가 몽골군을 쫓아내기도 했다. 강화도를 압박했던 몽골의 6차 침입부터는 서해안 일대에 속한 시흥도 큰 피해를 입었던 것으로 보인다. 

## 선사 시대
시흥지역에서 구석기 유물이 발굴된 곳은 없다. 현대에 비해 해수면이 낮아 구석기인들의 생활공간이었던 시흥의 바닷가는 지금의 갯벌이나 이보다 낮은 지역과 같이 멀리 있었을 것으로 추정되며, 청동기 시대 이후 지속적인 벌목으로 인해 비가 많이 내리는 서해안 지역의 특성상 토사 유출이 심해져 유물이 남아있는 경우가 드물다. 하지만 구석기 시대의 것으로 보이는 뗀석기의 채집이 보고되어 구석기 유적이 있을 가능성이 있다고 보고 있다.
한반도에서 신석기 문화는 8000년 전부터 시작되는데, 시흥 지역은 6000여 년 전 것이 가장 오래된 유물인 것으로 판단되며 대부분 3000여 년 전 것이 대부분이다. 시흥과 경기만 일대에는 신석기 유물인 조개무지 유적과 화덕, 토기산포 유적들이 발견된다. 집자리 유적은 발견되지 않았으나 발견된 집자리 흔적들로 상당히 부실한 구조를 가졌던 것으로 판단되며 이는 당시의 생활 여건과 토지이용방식을 반영하는 것으로 보인다. 이를 통해 시흥을 계절적인 주거지, 즉 계절에 따라 일시적으로 거주하는 지역으로 보거나 현재 발견된 유적이 주 거주지로부터 독립적으로 떨어져 나와 생긴 주거지로 보는 두 가지 견해가 존재한다.
청동기 시대에 접어들어 구릉에 주거지를 짓는 경우가 많아졌다. 이는 부천이나 안양의 청동기 시대 주거지들에서도 발견되는 특징이다. 또한 많은 고인돌이 발견되는데 이들은 모두 북방식 고인돌, 즉 탁자식 고인돌로 시흥지역이 북방식 고인돌의 한계선이었을 것으로 생각된다. 시흥을 중심으로 한 중서부 해안지대의 청동기 문화는 그 기원이 복잡한 것으로 보고 있는데 한강 하류인 시흥지역은 서북 지역의 팽이형 토기, 동북지역의 구멍무늬토기와 홍도문화가 복합되는 지역이기 때문이다. 시흥 또한 초기 철기 시대의 주거유적이 발견되는데 인구팽창에 의해 산지를 중심으로 마을과 경작지가 형성되었으며 이는 경기만 일대의 초기 철기 시대의 주거지들과 비슷한 입지조건을 가진다. 그러나 많은 유적이 후대의 침식에 의해 유실되거나 파괴된 상태로 발견되어 상당한 크기의 사회를 이뤘음에도 고고학적으로는 알려지지 못했다.

## 삼국 시대

### 백제
고구려로부터 내려온 비류와 온조는 각각 미추홀과 위례성에 도읍을 정했는데 이때 시흥시 북부에 해당하는 소래읍 지역이 조선시대까지 인천부에 속했던 것을 생각해볼 때 시흥은 비류 집단과 더 긴밀한 관계를 유지했을 것으로 짐작된다. 오이도와 옥구도를 비류의 세력 범위 안에 포함하기도 하며 온조 집단과 비류 집단의 완충지대 또는 연결통로로 이용되었을 것이라는 견해도 존재한다. 후에 비류 집단과 마한 지역을 흡수한 백제는 근초고왕에 이르러 전성기를 맞는다. 근초고왕은 372년 처음으로 사신을 보내 관계를 맺었고 그 다음해에는 조공을 보냈다. 백제의 사신들은 서울지역에서 출발하여 현재의 장수 인터체인지인 별리현을 통과하는 시흥을 통과하여 인천의 한나루에 이르는 등 시흥을 통과하여 사신길에 올랐다. 백제가 시흥에 설치한 군현의 이름은 현재 남아있지 않으나 북쪽 지역은 미추홀이나 매소홀에 포함되었을 것이라고 추정한다. 남쪽 지역은 안산현의 장구현을 신라 경덕왕이 장항구현으로 개명하였다는 기록이 삼국사기에 남아있고 같은 책 고구려 한산주에도 장항구현이 나오며 이를 고사야홀차라고 부른다고 기록되어있다. 이 지명이 고구려가 이 지역을 통치하게 되면서 새롭게 이름을 붙인 것인지, 백제 때의 이름을 그대로 쓴 것인지는 확실하지 않다.

### 고구려
4세기 중엽 고구려가 남진 정책을 시작했고 치양, 수곡성, 평양성 등 예성강 인근에서 백제와 충돌하면서 고국원왕이 전투에서 목숨을 잃기도 한다. 고국원왕의 뒤를 이어 남진 정책에 성공한 광개토왕은 396년에 수군을 이끌고 백제를 공격하여 일팔성 등 50여 개 성을 점령했는데 백제가 항복하지 않자 한강을 건너 위례성을 공격해 아신왕의 항복을 받아내고 58성과 700촌을 얻고 아신왕의 동생과 신하 10명을 인질로 잡아 돌아왔다. 이때 얻어낸 58성에 미추홀에 있는 성으로 추정되는 미추성이 있는 인천 및 시흥 지역까지 고구려군이 진출했다고 추정하기도 한다.
하지만 이때까지도 백제가 여전히 한성에 도읍하고 있었고 394년 수곡성에서 백제와 고구려가 싸워 백제가 패하고, 395년 패수에서 싸워 백제가 패배하고 이를 보복하기 위해 백제군이 한수를 건넜다는 기록이 남아있어 고구려가 지속적으로 시흥 지역을 통치한 것은 아니라고 보기도 한다. 427년 장수왕은 평양으로 도읍을 옮기자 이에 백제의 비류왕은 429년 신라에 사신을 보내 동맹을 요구했고 이에 눌지왕이 수락하면서 나제동맹이 성립되었다. 장수왕은 475년 위례성을 점령하고 79개의 군현을 점령하며 시흥이 속했던 매소홀현과 장항구현을 모두 점령했다. 하지만 현재까지 시흥을 비롯하여 한강 이남 지역에서 고구려의 유물이 발견되지 않았다는 점, 백제가 웅진 천도 이후에도 한강 유역에서 활동했다는 점 때문에 고구려가 군현을 설치하여 시흥 지역을 지배했다고 단정짓지는 않는다.

### 신라
백제와 신라의 동맹은 진흥왕 이전까지 이어져 481년 신라의 북쪽 변경을 침입한 고구려와 말갈족을 백제 가야 연합군이 물리치고 494년 견아성에 고립된 채로 고구려군과 대치하던 신라군을 백제 동성왕이 물리치기도 했다. 550년 진흥왕에 들어서 백제 장군 달기가 고구려의 도살성을 차지하고 고구려군이 금현성을 공격하자 이를 틈 타 신라군이 도살성과 금현성을 차지했고 551년 백제, 신라, 가야 연합군이 한강 유역을 공격해 백제는 한성, 평양 등을 차지하고 신라는 한강 유역 진출의 계기를 얻었다. 하지만 553년 신라는 백제가 차지한 지역을 공격해 점령했고, 554년 반격에 나선 백제 성왕을 전사시켜 한강 유역을 점령하게 된다. 757년 경덕왕이 시흥이 속한 매소홀현과 장항구현을 각각 소성현과 장구군으로 개편했다는 기록을 통해 이전까지 신라는 시흥에 설치된 군현의 이름을 그대로 사용했음을 알 수 있다.

## 남북국 시대
한강 남쪽의 위례성을 1차 방어하는 곳이 한강이었다면 시흥 일대는 한강 이남에서 수도 방위를 위한 외곽 방어선으로 기능했을 것으로 보인다. 하지만 덕적도나 남양만 부근에서 당군과 신라군이 조우했다는 기록이 있는 등 시흥이 첨예한 대립지역이었다고 보기는 어렵다. 한강 유역의 불안정성으로 다른 곳의 항구를 이용해야 했던 상황에서도 갯벌이 넓게 형성되어 있어 큰 항구가 발달하기 어려웠던 시흥보단 남양만의 당항성을 위주로 통교하며 시흥은 주변부로 분류되었다. 대신 시흥을 포함한 한산주 일대에 비옥한 농토가 많아 농업이 발달했음을 보여주는 기록이 있어 김포에서 시흥으로 이어지는 평야지대가 곡창지대였음을 알 수 있는데 이 때문에 시흥 지역이 전쟁수행을 위한 후방보급기지의 역할을 하였다고 추정하기도 한다. 그러나 삼국을 통일한 신라의 수도인 경주가 동남쪽으로 치우쳐 있었다는 점 때문에 주변 지역으로부터의 소외감이 컸을 것으로 보며 대당 무역이나 사신 왕래로로써의 혜택을 받지 못했을 것으로 본다.

## 고려 시대
인주는 원래 고구려의 매소홀현인데 신라 경덕왕이 소성으로 고쳐서 울진군의 관할하에 현으로 만들었다. 현종 9년에 수주의 속현이 되었다.
안산현은 본래 고구려의 장항구현이었는데 신라 경덕왕이 장구군으로 고쳤다. 고려 초에 안산현으로 고쳤으며 현종 9년 수주에 소속시켰다.

940년에 이뤄진 태조의 군현명호 개정이 어떤 의미를 지녔는지는 확실하지 않으나 신라 또는 후백제적인 지방행정체계를 고려적인 것으로 개편하려는 의도였을 것으로 추측된다. 현재의 시흥은 고려의 인주와 안산현에 해당했다. 신라 경덕왕 때 시흥지역에는 소성현, 장구군이 있었는데 이 중 장구군은 고려 초기에 안산현으로 개칭되며 소성현은 명칭을 바꿨다는 기록이 없는 것으로 보아 신라 시대 소성현의 명칭을 그대로 유지한 것으로 보인다.
982년 6월 최승로는 시무 28조를 올려 지방 제도에 관한 건의를 올렸고 이듬해 983년 2월 성종은 이를 받아들여 남북국 시대부터 지방 행정상 중요시 되던 곳에 12목을 설치하게 된다. 이 중 양주가 설치된 목에 시흥 지역이 속해 있었다. 995년이 되어선 10도의 제도가 채택되어 시흥 지역은 관내도에 속하게 되었다. 또한 10도제가 실시됨과 함께 절도사 체제가 등장하였는데, 10년 후인 1012년 현종 때에 붕괴되어 다시 군정체제에서 민정체제로 복귀되었다.
고려 시대 시흥 지역의 호족으로는 인주 이씨와 안산 김씨가 있었다. 인주 이씨와 안산 김씨는 혼인을 통해 인척 관계를 맺고 왕실과의 통혼으로 연결되지만 두 가문의 출자, 정치적 성격, 세력권에서는 서로 지향하는 바가 달랐다. 인주 이씨의 경우에는 가락 신김씨, 가락 허씨를 출자로 하여 중국과의 사행을 통해 세력 거점을 확보한 뒤 부평, 과천, 한양 등 한강 유역 세력과 연대하고 예성강의 개성으로 북상하는 정치적 지향을 보였다면 경주 김씨를 출자로 한 몰락한 왕실 후예로 가거지를 찾아 정착하면서 형성된 안산 김씨는 수원 지역과 동일한 정치 세력을 이루면서 공주 지역으로 남하하는 정치적 지향을 보였다.
13세기 고려는 몽골의 침략을 받아 30년 동안 저항했다. 특히 몽골군이 압록강을 넘어 하삼도 지방으로 넘어가는 길목이었던 경기도 지방은 큰 피해를 입었고 여러 지역에서 몽골군을 물리치기도 하였다. 시흥의 소래산은 인천, 부천, 시흥의 산세의 맥을 이루는 주산이다. 따라서 소래산은 부평, 소사, 과천, 안산을 잇는 교통의 요지이자 소래 포구를 거쳐 해양으로 향하는 요충지였다. 소래산성에서는 삼별초가 몽골군 100여 명을 쫓아냈고 이 시기 안산의 별망성에서는 삼별초군이 몽골군과 대치하여 싸우기도 하였다. 경기도 일대에서 몽골군과의 전투에 있어 여러 승전이 있었으나 전쟁이 장기화되면서 피해가 심해져갔다. 특히 몽골은 6차 침입 때부터 전략을 바꾸어 강화도에 대한 압박을 가하면서 통진, 교하, 수안 등 서해안 지역이 막대한 피해를 입은 것이다.
삼별초가 몽골에 항복한 고려 정부에 반기를 들고 저항할 때 1271년 1월 개경에서 관노비들이 몽골 관리를 죽이고 진도의 삼별초에 합류하려는 모의가 있었다. 이 소식을 들은 대부도 주민들은 주민들을 약탈하는 몽골군을 죽이고 저항했다. 수주부사 안열이 이를 토벌하였으나 몽골 관리 탈타아는 지역 사람 홍택과 재추를 처형하고 저항 세력인 홍균비를 태형에 처하였다. 이후 대부도, 영홍도는 마지막으로 경기도에서 저항한 사례로 남았으며 전쟁이 끝난 후에는 몽골군의 침탈의 대상이 되었다. 이후에도 몽골군에 저항하다가 정부군에 토벌되기도 하였으며 영홍도는 몽골군의 주둔지나 유배지로 이용되기도 하였다.

## 조선 시대
현재 시흥시의 지역은 조선의 인천부와 안산현에 속하던 지역으로 조선 시대 시흥현과는 다른 조직으로 편제되어 있었다.
인천부는 1459년 세조의 자성왕비 파평 윤씨의 고향이었다는 이유로 도호부로 승격되었다가 1688년 숙종 때에 양주에서 반역을 주모한 승려 여환의 고향이라는 이유로 강등되었다. 후에 1697년 다시 도호부로 환원되었는데 이는 10년이 지난 후 읍호를 원래대로 복구시키는 관습에 따른 것이었다. 인천부에는 10개의 면이 있었는데 이 가운데 신현면, 황등천면, 전반면이 현재의 시흥에 해당한다. 안산군은 6개의 면이 있었는데 이 가운데 초산면, 마유면, 잉화면과 대월면 일부 지역이 오늘날의 시흥에 해당된다. 시흥은 조선 후기 안산과 인천에 위치했으며 북쪽으로는 소래산과 중림을 경계선으로 하던 지역이었다. 현 시흥은 바다와 인접한 지역인 만큼 충청도, 전라도, 경상도 등 지역으로부터 조달되는 군량미의 중요 수송로였다. 류성룡은 임진왜란 당시 안산에 들러 군량미를 점검하고 한양을 방어하기 위해 안산을 포함한 경기도의 방어력을 높이자고 주장하기도 했다. 이처럼 안산은 한양 일대를 수비하기 위한 중요 지역으로 생각되었다.
7년간의 임진왜란은 조선에게 많은 피해를 입혔다. 조선 시대 기록에 따르면 인구가 10분에 1로 감소하고 토지는 5분에 1로 줄었다. 여기에 포로송환문제와 명나라 군대의 횡포까지 겹쳐 조선 사회는 재건을 위해 많은 시간과 노력을 쏟아야 했다. 오늘날 시흥에 해당하는 안산현은 땅이 기름지고 소금과 해산물이 풍부하여 살 만한 고장으로 알려졌으나 전쟁으로 인한 피해는 농업이나 어장의 운용을 어렵게 만들었다. 현재의 시흥인 안산과 인천 일대는 왜군에 의해 분탕질을 당하고 밤사이에 습격당하여 살아남은 백성조차 목숨을 부지하기 어려웠다. 선조는 평양에 행차하며 명나라 제독 이여송에게 “남양, 인천, 안산, 금천 등지 및 강원도 춘천 일대에 왜적이 멋대로 노략질을 하고 있다고 하니 이 원수를 갚지 못한다면 사람으로서 하늘과 땅 사이에 설 수가 없으니 살아 있은들 무엇 하겠소”라며 경기 일대의 왜적을 격퇴해 줄 것을 요청하기도 했다.
당시 전란으로 인해 재정이 피폐해진 상황에서 중앙 정부의 주 관심사는 세금 수취를 위해 호구수와 전답수를 파악하고 파괴된 농촌을 복구하여 이전의 생산력을 회복하는 데 있었다. 이렇게 수집된 자료들로 당시의 농업 현황을 파악할 수 있는데 안산의 경우 논농사 47.6%, 밭농사 52.4%로 논농사보다 밭농사 면적이 넓다는 걸 알 수 있다. 인천도 밭의 비율이 높았다. 이렇게 밭의 비율이 더 컸으나 1900년에 이르러선 논의 비율이 더 커지게 된다. 택리지에 따르면 시흥 지역은 산맥이 바닷가 쪽으로 뻗었으며 공경가의 조상 무덤이 많다고 하였다. 서울과 가깝고 생선과 소금이 풍부하므로 여러 대를 이어 사는 사대부 집도 많다고 하였다. 택리지에 나타난 수리산 서쪽의 안산은 시흥의 군자, 수암에 해당하는 지역으로서 낮은 구릉 사이의 평야지대에서 농업이 행해졌으며, 바다를 끼고 어업과 소금 생산이 이루어진 지역이기도 하다.

## 구한말

### 종교
조선에 개신교가 들어온 건 1880년대로, 이 시기는 개항과 근대적인 조약을 통해 일본을 비롯해 여러 서양 국가들과 교류가 가능했던 시기였다. 하지만 여전히 소중화 사상과 위정척사 운동이 지속되어 성리학이 아닌 다른 사상은 배척의 대상이었던 시기였다. 특히 서학이라는 이름으로 뿌리를 내리기 시작한 천주교는 18세기 후반 신해박해 등 19세기 동안 많은 박해를 받아왔다. 천주교보다 늦게 들어온 개신교는 초기엔 파급력이 크지 않았으나 서울과 서북지방을 중심으로 빠르게 확산되어 20세기 전후에는 도시가 아닌 농촌 지역까지 개신교의 영향이 미치기 시작했다.
기록에 의하면 시흥의 방죽뫼에는 교도들이 모이는 교회나 그에 준하는 모임들이 있었을 것으로 추정된다. 시흥지역에 개신교가 전파된 것은 1895년으로 1898년 무지내교회가, 1903년 미국인 선교사 떼밍과 유인재에 의해 미산감리교회가 세워졌다. 이 시기 방죽뫼에 있던 개신교도들은 후에 미산감리교회의 창립과 관련이 있을 것으로 추측된다.

### 경제
조선 후기 상품화폐경제가 발달하면서 18세기 말에 이르러 전국적으로 1000여 개에 달하는 장시가 생겨났다. 현재 시흥지역에 소재한 장시로 신천동에 있던 뱀내장이 있는데 우시장으로 유명했던 뱀내장은 경기 서남부의 주요 장시 중 하나였다. 하지만 봉건적인 사회질서와 경제체제에서 새로운 세계자본주의체제에 편입되어 가는 한말의 상황은 불안한 시대로 이는 전국적인 현상이었으며 시흥 지역도 마찬가지였다. 도적들의 공격 대상도 변화했는데 부자들의 집을 공격하는 전통적인 수법에서 유동인구가 많은 교통로를 장악하고 행인들의 물품을 빼앗거나 장터에 모이는 상인들의 돈을 털거나 자릿세를 받는 등 대상과 수법이 다양해졌다. 뱀내장 일대에 출현한 도적에 대한 기록은 다음과 같다.
비도 4여 명이 인천부 전반면 오리골 근처 남쪽 길에서 3 ~ 5명씩 동행하여 행인 모양으로 점점 방축 머리 점막에 이르러서는 창과 총을 가지고 길에 지나가는 장사와 행객들을 잡아 결박하고 재물을 뺏으며 무수히 작경하는 고로 그 근처 마음에 사는 백성들이 모여 그 도적놈들에게 당한 사람들을 구완하려 한즉 도적놈들이 마을 백성들을 향해 총을 쏘고 칼을 휘둘러 마을 백성들이 빈손으로 대적하지 못하였더니 날이 저물어 도적놈들이 스스로 흩어졌다는데 인천부윤 강화석 씨가 도적들을 결단코 잡겠다고 순검을 많이 파송하였다더라.— 독립신문

시흥지역에서 도적이 자주 출몰하는 장소가 장시였다면 그 다음으로 도적이 많은 곳은 과림동의 중림이었다. 이곳은 과거 역원이 설치되었던 곳으로 이곳은 과거 역림이 설치되었던 곳으로 중림역, 대야원, 나진, 경명현을 통해 김포에서 한강을 건너 송도나 평양으로 가던 길목이었기에 사람들이 많아 이 일대에 사람들의 왕래가 잦았다. 구한말 교육계몽운동 상황에서 시흥의 사립학교 4곳 중 2곳이 중림에 있었던 것을 생각해볼 때 학교를 설립하고 운영할 수 있는 재력가와 부호들이 중림에 거주했던 것으로 추정된다.

### 교육
1905년 을사조약이 채결되어 국권이 피탈되자 많은 조선인들이 국권회복운동에 나섰으며 그중 하나가 교육계몽운동이었다.84 황등천면의 중림에 사는 부호 정윤영은 1906년 6월 20일경 도적 10명으로부터 돈과 미곡, 물건을 강탈당하자 자선의무로 학교를 설립하고 학생을 모아 교육에 힘써 지역민들로부터 높은 평가를 받았다. 1908년 황등천면 두곡리에 사는 전우태가 자신의 집에 측량학교인 창흥측량학교를 세웠고, 학생 류승렬은 전우태가 자신의 집에 측량학교를 세우고 열심히 교육하여 졸업이 얼마 남지 않았다는 광고를 신문에 게재하여 학교를 홍보하기도 했다. 같은 해 주사 엄선영이 자신의 집을 학교로 하여 30여 명의 학생에게 신학문을 가르쳤던 홍인의숙과 정3품 정형택과 동생 정우택이 자신의 집에 설립한 진명의숙이 신현면에 세워졌다. 오늘날 시흥시의 소래권에 해당하는 인천부 황등천면과 신현면에 설립된 사립학교는 신학문을 비롯한 근대 교육을 시행했으나 이에 비해 이외의 지역에서는 사립학교 설립과 관련한 자료를 파악할 수 없다. 안산군 일대에도 여러 학교가 있었을 것으로 추정된다.
이 시기 사립학교의 교과운영은 1895년 제정된 소학교령을 따랐는데, 교과목으로는 영어, 한문, 역사, 산술, 성리학, 화학, 독서, 작문, 천문학 등과 체육, 군사훈련, 미술, 음악, 토론, 연주, 여행 등이 있었으며 학교 형편에 따라 편성되었다. 각 학교에서는 일부 전통 교육과 함께 외래의 교과목 및 교육과정을 편성하여 근대 교육을 지향하고 있었다.
교육계몽운동의 일환 중 하나였던 사립학교 설립에 대해 일제는 식민지적 교육정책을 통해 조선의 민족사학을 억제하고 조선인들의 저항을 약화시키고자 하였다. 1906년 8월 27일 《칙령 44호 보통학교령》을 시작으로 1908년 8월 26일에는 사립학교령을, 같은 해 9월 1일에는 교과용도서 검정규정을 제정하여 사립학교들도 학부의 인가를 받도록 하여 학교 설립과 운영을 규제하고자 하였으며 애국적인 교육내용을 단속하고자 했다.

## 일제 강점기

### 경제
일제강점기 시흥 지역의 대부분은 대부분의 주민이 농업에 종사하는 농촌이었다. 일본은 1917년부터 1924년까지 임야의 소유권자를 다시 확정짓는 임야조사사업을 실시하였다. 삼림조합은 1910년대 초반부터 나타나기 시작해 시흥군의 경우에는 면 단위가 아닌 시흥군 전체를 단위로 편성되어 조합원을 강제로 가입시키는 등 관제조직으로서의 성격이 강했다. 조합원들에게는 조합비를 부담해야 하는 의무와 산불방지활동, 송충이 구제, 벌채제한, 묘목구입과 식수 등의 의무가 있었다. 개인이 소유한 임야임에도 그 소유자의 장작 마련을 엄격히 금지하고 1년에 2번이라는 정해진 시기에 잔가지나 낙엽 등을 채취할 수 있었다. 이를 어기면 태형이나 과태료가 부과되었다. 산림이 적은 시흥지역의 특성상 잔가지만으로는 연료 사정을 충당할 수 없어 시흥 주민들은 연료난을 겪어야 했다. 나무가 풍부한 안현동 주민들과 소금이 풍부한 포동 주민들 사이에는 장작거래망이 형성되기도 했다.
개항 이후 조선의 염업은 저렴한 중국 천일염에 의해 타격을 받았다. 이는 바닷물을 소금가마에 끓여서 소금을 얻던 자염 혹은 전오염 방식의 조선 소금과 달리 중국은 바닷물을 태양광에 쬐어서 소금을 얻는 천일염 방식으로, 조선의 염업은 연료비와 인건비가 많이 들었기 때문이다. 시흥이 천일염 방식으로 소금을 생산하기 이전에는 안산의 마유면과 초산면에서 소금을 생산했는데 이 지역은 지금의 시흥 지역이다. 그 중에서 마유면이 가장 간석지의 면적이 넓었으며 많은 인부가 종사했다. 이렇게 생산된 소금은 서울의 마포 지역에 가장 많이 판매되었고 황해도 지역으로도 소량이 판매되었다. 하지만 중국 천일염 수입이 증가하는 상황에서 통감부는 1907년 경기도 주안에서 천일염전을 시험했고 이후에는 천일염전을 축조하였으나 민간에게 허용하지 않았다. 이 때문에 조선 염업업자들은 일본의 관염과 중국염과 경쟁해야 하는 상황이 되었다.
1930년 5월부터 실시된 총독부의 <염수이입관리령>의 시행으로 수입염은 총독부로 들어와 총독부에 의해 판매되었다. 수입염이 전체 소금 유통량의 50%를 담당하는 상황에서 총독부가 관리하는 관염의 생산량까지 합쳐 90%의 소금을 총독부가 관리하게 됨으로써 조선의 소금 시장을 완전히 장악하게 되었다. 이 시기 총독부는 소금의 자족자급을 염업의 목표로 삼았다. 따라서 관동대지진 이후 중단된 염전 축조를 재개하고 군자염전에서 28정보의 염전을 확보하고 제4기 염전계획을 추진하기도 하였다. 이 계획에 의해 1934년부터 1937년까지 소래염전이 축조되었다.

### 독립운동
1919년 3월 23일 서울지역 시위의 재기와 더불어 본격적인 만세시위운동을 전개했던 시흥 지역은 서울시위 가담자 및 목격자들에 의해 이뤄진 것으로 보인다. 시흥 지역의 만세운동에서는 별도의 시위주도조직이 결성된 흔적을 찾을 수 없다. 여러 차례 있었던 시위 중 절반이 사전에 모의하였던 경우였고 이 경우에도 단발적인 주도나 모의에 그쳤고 다른 시위주동자와의 연락관계는 드러나지 않는다. 따라서 시흥 지역 내의 시위가 단발적으로 끝난 것은 시흥에 독립운동단체가 없었던 점, 중등학교 이상의 학교나 천도교 계통의 종단 조직이 없었다는 점 때문으로 보인다. 시흥지역에서 열린 만세시위의 특징은 폭력성을 띈다는 점이다.
4월 4일 시흥군 군자면 거모리의 시위같은 경우에는 경찰관주재소와 면사무소 방화를 전날 협박장을 통해 시위의 목적으로 명시하였던 것을 예로 들 수 있다. 이와 같은 시위 양상에 일본 경찰은 공포탄 발포로 대응하였다고 일본외무성이 보고했다.
시흥 지역의 시위는 15일 간 지속되었고 이 기간 동안 1950여 명이 만세 시위에 참가해 37명이 투옥되었다. 또는 일본측 기록에서는 거모리 시위에서 1,000명에서 1,500명 가량이, 장곡리 시위에서는 200명에서 700명 가량이 참여했다고 보고했고 선부리의 시위에 대해선 언급하지 않았다.

### 수인선
1937년부터 1995년 폐설될 때까지 수원, 화성, 안산, 시흥, 인천 등지를 연결했던 수인선은 일제의 식민지 지배정책에 의해 계획되고 운영되었다. 사설철도는 국유철도 건설에 필요한 재정상의 제약을 피하고 식민지 수탈에 필요한 철도망을 완성하기 위해 민간에 그 건설과 운영을 장려함으로써 건설되었다. 이후 일본은 사설철도를 매수하고 개축하면서 국유철도의 기능을 보완하려 하였다.

### 전시 동원
1937년 중일전쟁 이후 일본 본토뿐만 아니라 식민지 조선도 전쟁수행을 위해 모든 인적·물적 자원을 동원하는 총력전 체제로 재편되었다. 근로보국대와 정신동원총연맹 등의 기구가 주도하는 주민 동원으로 계승된 농촌진흥운동은 근검 및 저축 등의 규범과 농업생산성 향상을 위한 부락 단위의 조직화 전략 등의 주민동원으로 발달했다. 농촌진흥운동이 부락 내 소수의 중견인물을 중심으로 추진되어 주민들의 자율성이 보장되었다면 근로보국대 및 정신동원총연맹을 통한 전시 동원은 지역, 회사, 학교, 조합 등을 단위로 전 주민을 조직화하고 강제적으로 참여시키고 있었다.
1941년 6월 7일 개최된 시흥청년단 결성식의 행사 내용은 궁성요배, 조칙봉독, 황국신민서사 제창 등 천황숭배의 의례로 구성되어 있다. 이렇게 청년단은 일본의 대륙침략전쟁에 가담시킬 병사와 노동자를 준비해 두기 위한 동원기구였다. 일본의 전시동원을 회피하려던 사람들도 적지 않았으나 대부분은 어려운 처지에서 배급을 받기 위해 전시 동원을 어쩔 수 없이 받아들일 수밖에 없었다.

## 해방 정국
1945년 8월 15일 정오 연합군에 무조건 항복한다는 일본 천황의 라디오가 방송되었다. 군자면의 주민들은 농악을 연주하며 음식을 나눴다. 하지만 일본의 항복이 연합군의 승리로써 이루어졌기 때문에 일본의 잔재와 관행을 청산하고 자주적인 독립국가를 건설해야 하는 과제가 부여되었다. 여운형을 중심으로 조직된 조선건국준비위원회는 조선인민공화국이라는 정부조직으로 개편되었으며 인민위원회라는 지방지부들로 조직되었다. 시흥군 인민위원회가 결성되기 전에는 인민임시자치회라는 조직이 만들어져 군업무를 담당했으며 이후 인민위원회는 1946년 1월 7일 군위원과 상임위원회 선거를 실시하고 8명의 주요 인사와 면위원 25명을 선출했다. 이와 같이 군 인민위원회가 군업무를 담당했던 지역에서는 시흥의 소래면 인민위원회와 같이 하부 단위지역별 인민위원회도 활동을 전개해나갔다. 소래면 인민위원회는 현재 신천리 보건소의 건물이자 일제시기 면사무소 건물을 사무실로 사용하면서 행정기능을 담당했다. 미 군정은 대체할 수 있는 지방행정조직이 없다는 이유로 지방행정조직으로 인정받았으나 이후 조선인민공화국과 임시정부 등 한국인의 정권기관을 인정하지 않고 각지의 인민위원회와 치안대 등에 해산명령을 내려 미 군정이 주도하는 행정기구 정비사업을 실시했다.
미군은 일본인들을 행정수행에 이용하는 간접통치의 방식을 사용하려 했으나 한국인들의 반발로 직접통치 방식으로 전환했다. 이는 미군정 수립을 위한 미군의 지역배치가 지연되었던 이유이기도 하다. 미국의 남한점령계획은 서울과 인천을 점령하고 조선총독부의 업무를 인계받은 후 극동사령부 직속의 지휘부를 창설한 뒤 전주와 군산을 점령하는 3단계로 이뤄졌다. 이 계획에 따라 제24군단 예하 제6사단, 제7사단, 제40사단이 점령 임무를 수행했으며 시흥이 포함된 남부지역의 점령 임무는 제 7사단의 17연대가 맡았다. 시흥에는 알페우스 F. 메이플 대위가 지휘하는 총 5명으로 구성된 안양분견대가 시흥을 담당했다. 이들의 역할은 지역전문가를 활용하는 방안을 마련하고 좌익 세력을 견제하는 데 있었다.
하지만 미군정이 식량정책에서 보여준 일관성 없는 태도는 식량가격의 상승과 자유시장과 통제정책의 문제점을 부각시켰다. 민생문제는 정치적인 문제와 연결되어 각종 집회 및 시위로 연결되었다. 시흥군의 경우 좌익계열 주도 아래 시흥군 인민대회를 개최하였고 대회준비위원장 김주호가 구속되기도 하였다.  미군은 식량문제에 대한 조치로 일본 통치 당시 70% 진행되어 있던 간척지 개발을 추진하여 62정보의 논을 사업비 1378만 1306원을 들여 우익단체인 대동청년단이 세운 대동토건회사가 1년 동안 개답하고 전재민 100여 호에 분양할 예정이었다. 또한 미군정은 매점매석 행위와 선박을 이용한 소금 절도 행위를 단속하기 위해 소금의 전국 수요량의 50%를 공급하고 있었던 군자, 소래, 주안, 남동염전에 대한 경비를 강화하기도 했다

## 한국 전쟁

### 시흥전투사령부
6월 25일 한국전쟁이 발발하자 6월 28일 개전 3일 만에 조선인민군에 의해 서울이 함락되었다. 서울을 인민군이 점령하고 육군본부는 한강선 방어를 위해 시흥전투사령부를 편성하고 육군본부는 용산에서 수원으로 이동했다. 수원의 육군본부는 유수폭이 300에서 1200m, 수심 3m에 달하는 한강의 자연적 조건을 이용하여 한강 방어 전선을 구축하려고 했다. 하지만 새로 편성된 시흥전투사령부에는 병력이 없었고 한강을 통해 도하해 오는 철수 병력들을 재편성하여 6월 29일 한강방어선을 구축했다. 그러나 인민군은 6월 30일 밤부터 한강방어선 돌파를 시도했고 7월 1일 전차를 도하시키는 데 성공했다. 7월 3일 한강방어선에서 철수한 시흥전투사령부는 지연전을 시도하며 낙동강으로 후퇴했다.
전쟁이 발발했다는 소식이 시흥 주민들에게도 알려지면서 지역의 분위기가 술렁였다. 배를 가지고 있던 포리의 선주들은 가족들과 충청남도 삽시도로 피난을 갔고, 가족들 중 경찰, 군인, 공무원이 있던 주민들은 도보로 피난길에 올랐다. 하지만 대부분의 주민들은 지역에 머무를 수밖에 없었던 것으로 보인다.

### 인민군 점령 하 시흥
점령지역에서 추진되었던 <당 및 행정기구 재건사업>은 시흥에서도 시행되었으며 해안경비를 목적으로 염부막사에 인민군 50여 명이 주둔했다. 북에서 교육받은 당 및 사회단체의 요원들을 점령지역에 파견하고 행정지역에 따라 서울, 도, 시, 군, 면 순서로 당위원회를 조직했다. 시흥지역의 경우 군당위원장에 채석우, 선전부장에 이규백, 수암면 당위원장에 박성수 등이 있었다. 군자면의 경우 노동당원은 10명이었으며 초등학교 교원 19명이 당 선전원으로 조직되었다. <시흥군내 각 명당부 정치정세 보고철>에서는 당과 각 사회단체가 유기적으로 결합하지 못하고 각 단체의 활동은 독자성이 결여되어 있다고 평가하고 있다. 군자면의 인민위원회의 경우에는 조선노동당의 노선과 차이가 있어 마찰을 빚기도 했다.
7월 7일 임시인민위원회가 결성되었고 7월 26일부터 7월 27일까지 면, 리 인민위원회 선거를 통해 인민위원회와 리 인민위원회를 선출하였다. 이는 지역의 토지개혁의 업무를 주관하는 것과 경찰, 군인, 공무원, 지주, 반공청년단원들을 색출하고 주민들에 대한 사상교육을 강화하려는 목적이었다.

### 시흥 수복
9월 15일 크로마이트 작전이라 이름 붙여진 인천상륙작전이 시행되기 전 미 공군은 경인 지역을 고립시키기 위해 도로, 교량, 터널 등 대규모 폭격을 감행했고 여기에는 시흥의 해안지역도 포함되었다. 시흥의 해안지역은 상륙작전이 실시될 월미도 해안인 적색해안지역과 다른 청색해안지역에 포함되었고 이 청색해안지역에는 10일 동안 2,000여 발의 포탄이 투하되었다.  
당시 인민군은 낙동강 전선에 후방예비대를 투입할 만큼 상황이 좋지 않았으므로 인천과 그 주변 지역에서 학생, 민간인, 당원들을 서울 위성 제18사단, 인천경비여단, 제31여단 등으로 편성하여 배치하였지만 상륙작전을 막기에는 역부족이었다. 결국 인민군총사령부는 전략적 후퇴명령을 내려 38선 이남에서의 철수를 감행하였다.
하지만 시흥지역은 미군의 폭격으로 폐허가 되었고 인민위원회에서 활동한 이들과 이로 인해 피해를 입은 주민들 사이에 감정적인 앙금이 형성되기도 했다. 9월 28일 서울을 탈환한 연합군은 10월 1일 38선을 넘고 북진하여 한국-중국 국경까지 진출했다. 그러나 10월 19일 중국 인민해방군이 중국인민지원군을 파견함으로써 연합군은 후퇴할 수밖에 없었다. 12월 4일 유엔군총사령부는 평양 철수를 결정하고 15일에는 38선 이남으로 퇴각을 명령했다. 이후 평택-장호원-삼척을 연결하는 37도 방어선을 구축하면서 14후퇴가 시작되었다.

### 국민방위군
시흥 주민들의 대부분은 평택이나 서해안의 섬으로 피난했으나 만 17세부터 40세에 이르는 시흥의 남성들은 군, 면, 리 단위로 국민방위군 소집명령을 받고 경상남도 분산과 거제도에 위치한 교육대로 이동했다. 방위군 대부분은 고위 관료들의 보급품 부정 착복에 대한 결과로 사망하거나 도중에 실종되었으며 그 수가 27만 3,000명에 달했다. 나머지는 교육대에 도착하였으나 20% 가량은 치료가 필요한 환자들이었으며 교육대에서의 생활도 열악했다. 결국 정부는 2월 17일 만 20세 이하 및 37세 이상 남성들에게 귀환조치를 내렸다. 그러나 국민방위군에 편입된 시흥 출신 남성들의 대부분은 고향으로 돌아오지 못하거나 병들어 돌아왔다.

### 울프하운드 작전
유엔군은 당시에는 인민해방군이 방어로 전환한 사실을 몰랐기 때문에 전선에서 찾을 수 없는 인민해방군의 모습에 불안감을 느꼈다. 이에 27연대의 부대 이름을 딴 울프하운드 작전을 통해 전선에서 사라진 인민해방군을 찾으러 나섰다. 위력 수색을 통해 배치와 규모 앞으로의 의도 등을 파악하려는 목적이었다. 1월 15일부터 16일까지 이틀간 실시된 위력수색 결과 “중공군의 방어선은 수원-이천을 연결하는 선으로 화력지원과 보급수준이 떨어진다”는 사실이 확인되었다. 또한 “중공군이 가까운 시일 내에 대규모의 공세를 취할 가능성이 희박하다”는 점도 확인했다. 울프하운드 작전으로 확인된 한강선을 목표로 인민해방군을 몰아붙이는 적극적인 공세를 생각할 수 있었으나 연합군 사령관 리지웨이는 한 단계 더 높은 위력수색으로 통제선을 점령해나가는 선더볼트 작전을 실시했다. 한강선 진출에 가장 큰 장애물은 서울의 수리산과 관악산이었으며 시흥의 경우 마하산에 연대 규모의 공산군이 배치된 상황이었다. 1951년 1월 28일부터 2월 9일까지 수리산과 관안산을 중심으로 공방전을 펼쳤는데, 수리산을 중심으로 한 수리산 전투에는 시흥의 정왕리와 화정리의 마하산도 포함되었다. 수리산 전투는 1951년 1월 31일부터 2월 4일까지 수리산, 성포동, 부곡동과 서해 연안에서 벌여졌다. 터키군은 1월 29일 성포리를, 1월 30일에는 양상동의 109고지를 점령하였다. 이후 연합군은 서울을 재수복했다. 이후 전쟁은 전선의 이동이 없는 전지전 형태로 치러졌다.

### 영향
3년 간 지속된 한국전쟁은 상당한 인적, 물적 피해를 입혔다. 특히 시흥의 경우 전쟁 초기에는 북한군의 주공 방향에서 벗어나 다른 지역에 비해 인적, 물적 피해가 적었다. 그러나 인천상륙작전과 1·4후퇴를 계기로 많은 인적, 물적 피해를 입었다. 1951년 9월 1일 기준 시흥의 인명피해는 사망이 1,888명, 납치가 90명, 행방불명이 165명, 부상이 1,022명으로 총 3,165명이 피해를 입었고 재산피해의 경우 1951년 3월 2일 동아일보 기준으로 안양, 용인, 시흥 등의 도시는 완전히 폐허화되었다고 밝히고 있다. 한편 시흥에는 피난민촌이 형성되었는데 이는 정부의 지시에 따라 이루어졌다. 피난민의 북상을 막고 구호물자의 보급을 용이하게 하기 위해 피난민수용촌을 설치하는 것이었다. 국시랑과 걸뚝의 경우 피난민 가구수가 100여 가구 이상이었으며 원주민과 피난민 간의 갈등이 하나의 지역 문제로 대두되기도 하였다.

## 현대

### 농지 개혁
1910년부터 1918년까지 일본의 토지조사사업으로 근대적 토지소유제도가 확립된 이래로 토지소유제는 지주층과 영세경작농민이 극단적으로 대립해왔다. 해방 직후 남한 지역 평균 소작농가 호수는 전체 농가의 48.6%를 점하고 있는 반면 경기도의 경우 소작농이 64.3%에 달해 남한 지역 평균보다 높은 수치였다. 미군정은 1945년 10월 5일 일반고시 제1호로 미곡의 자유시장과 전체 수확물의 1/3을 넘어서는 안된다는 소작료 상한제 제도 실시를 발표했다. 또한 일본 정부, 단체, 개인이 소유했던 토지를 몰수하여 신한공사가 관리하게 하였다. 이후 대한민국 정부가 수립되고 1949년 3월 27일 농지개혁법을 실행하려 했으나 1950년 한국 전쟁의 발발로 농지개혁의 나머지 절반을 차지하는 지주층에 대한 보상이 이뤄지지 못했다.
시흥의 경우 20정보 이상의 농지를 가지고 있었던 지주는 총 8명이었다. 경기도 지주들의 논밭 비율 평균은 각각 75.5%와 24.5%였다. 시흥은 경기도 평균에 가까웠으며 대부분의 지주가 1000평 미만의 농지를 분배당하였다. 1949년 시흥의 농민들은 실제 농민구성과 가까운 농민들이 비교적 골고루 참여한 간담회에서 의견을 나눌 수 있었다. 여기서 분배된 토지에 대한 상환은 연평균 생산량의 120%를 6년 동안 현물로 하는 것으로 의견이 맞춰졌다. 시흥은 해방 직후인 1949년 초 전체의 10%의 자작농이 30%로 급격히 증가하였는데 이는 지주들이 자신의 토지를 소작인이나 다른 사람에게 강매하였기 때문이었다. 농사짓는 소를 팔아서라도 토지를 구입하지 않으면 안되었고, 이 때문에 농민들은 간담회를 통해 법적인 해결책을 강구하고자 했다.

### 새마을 운동
1970년 4월 22일 전국지방장관회의에서 박정희 대통령은 새마을 운동 추진 계획을 발표했다. 새마을 운동은 새마을가꾸기사업으로 불린 농촌 정비 사업이었다. 초기 새마을 운동은 농촌지역을 대상으로 한 것이었으나 농촌지역 새마을운동의 성공은 도시, 공장 등 사회 많은 영역으로 확산되었다. 1971년 시흥 지역을 취재한 기사를 참고하면 소래면에서 근대화가 비교적 잘 진행되었던 곳으로 도창리, 안현리, 미산리를 꼽았고, 미흡한 지역으로 포리를 뽑았다. 소래면 도창리 점말은 평범한 농촌 마을이었으나 전기 시설과 상수도 시설이 설치되었으며 소래면 미산리는 부녀회 활동으로 요리강습, 은행계, 기타 생활개선방안을 논의하며 마을 내에 어려운 일이 생기면 참여하고 변소 개량화 사업을 통해 용변 탱크에 시멘트를 바르고 뚜껑을 덮는 등 생활공간을 근대적으로 변화시키고자 노력하였다. 은행리는 1967년부터 지붕개량화 사업을 통해 39호 중 37호가 지붕개량을 마쳤으며 탁아소와 같은 공동편의시설이 운영되었다. 은행리의 경우 일찍이 포도, 복숭아와 같은 과수작물이나 고추 등을 재배하는 근교농업으로 비교적 높은 수익을 올렸으며 라디오나 텔레비전과 같은 문화 시설을 향유했던 것으로 보인다. 1971년 들어선 거의 모든 집집마다 라디오를 구비했고 텔레비전도 마을 내에서 4대가 구비되었다.
반면 포리는 1970년대 초반까지 낙후지역이었다. 1960년대 고리채정리사업과 축산장려정책이 실패했으며, 1970년에 20여 호의 주민들이 포리를 떠나는 등 극심한 생활난을 겪고 있었다. 400여 정보의 염전은 생산 활동에 이용되지 못하고 있었으며 기존 주 수입원이었던 어업 또한 기계배의 도입과 포리호납북사건으로 농업으로 대체되었으나 별 다른 성공을 하지 못했다. 타 지역과 달리 지붕개량 등 새마을 운동 사업이 이뤄지지 않기도 하였다. 외지인들의 출입이 빈번해진 가운데 술과 도박 풍조도 확대되었다. 하지만 새마을 운동 지도자 이영득의 단속으로 도박과 술이 근절되었고 정착지 없이 염전에서 일하며 술과 도박에 의존하는 계절노무자들을 교회를 통해 윤리화하고자 하기도 했다. 또한 서울과 포리 사이에서 출퇴근하며 한미재단의 농촌개발 프로그램을 배워와 포리의 새마을 운동에 적용하고자 했다. 지붕개량, 지붕도색, 농로 및 도로 확장, 하천 경비, 사방 공사 등은 환경정비사업의 일환이었다.

### 경인공업지대의 형성과 시화공단의 조성
1962년 1월부터 시작된 경제개발계획은 영등포, 안양, 부천, 부평, 인천 등 지역에 공업지대가 형성되게 하는 계기가 되었다. 1964년부터는 수출산업공업단지 개발조성법에 따라 서울 구로와 인천 지역에 수출산업공업 단지가 조성되었다. 이 산업단지들은 지하철과 경인고속도로에서 1km 이내의 거리에 위치하여 물류와 종업원 확보에 유리한 입지 조건을 갖추도록 조성되었으며 전체 경인공업지대의 중앙부에 위치해 다른 산업들과의 연계를 도모할 수 있게 설계되었다. 1970년대에 들어 고속 성장을 이루던 한국 경제는 성장세가 한 풀 꺾였고 1973년 5월 대통령령으로 중화학공업을 본격적으로 육성하기 시작했다. 경인공업지대의 분산 재배치 및 중화학공업 육성에 의해 특정 제조업 분야의 집중률이 낮아지고 이때 개통된 수도권 전철 및 경인고속도로, 경수고속도로로 인해 시흥과 같은 인접 도시와 의정부, 성남 등에 공업 지역이 급속히 확산되기 시작했다. 이 시기부터 수도권 공업의 중심지역이 서울에서 경기도로 옮겨 가게 되었다.
한편 시흥시 지역은 도시화 또는 산업화가 크게 진척되지 않아 있었다. 1974년 시흥군의 전체 가구수 3만 7,572호 중 27.2%에 달하는 1만 217호가 농가였고 소래, 군자, 수암면의 농가 비율은 65.4%에 달하는 6,926호가 농가였다. 1975년 토지 지목 가운데 가장 넓은 면적을 차지한 것은 임야로 전체 54%에 달하였고 가구당 경지면적은 1.15ha로 전국 평균인 0.94ha보다 많은 수치였다. 1970년대 이후부터 1988년 시흥군이 시흥시로 승격되기까지는 산업화의 영향을 받지 못했다. 그러나 경인공업지대가 그 자체로 수도권의 공업 수요를 감당하기 어렵게 되자 1970년대 중반부터 경인공업지대 이외의 지역에 새로운 공업단지가 수도권 인구와 산업의 분산배치를 위해 조성되기 시작했다. 1975년 전체의 18.7%에 달하는 36개의 제조업체가 들어섰고 1979년에는 29.8%에 달하는 122개 제조업체가 들어섰다. 하지만 이러한 공업지역 분산 정책은 서울의 집중문제를 해결하고자 수립되었던 것이여서 경기도의 자체적 발전 계획이 아니라는 한계가 있었다. 따라서 공업이 발달한 기존 도시에는 무공해 도시형 공장만 남기고 새로 조성되는 주변 공단에 염색, 도금, 피혁 등의 공해 유발 공장들을 분산 배치하는 공업지대 분산 정책이 이뤄지게 된다.
반월공단의 경우 현재 한국수자원공사이자 당시 산업기지개발공사에 의해 1978년부터 조성되어 1980년대 초부터 제조업이 발달하기 시작했다. 이러한 가운데 신규 인구를 수용하기 위해 계획된 반월신도시는 1986년까지 인구 20만 명을 유치하는 규모로 계획되었으나 2001년까지 인구 30만 명의 규모의 도시로 육성하도록 1985년경부터 계획이 변경되었다. 1980년대 초부터 서울, 인천, 부천, 안양 등 인접 공업 도시의 제조업이 이전되는 가운데 반월공단의 공장부지가 가득 참에 따라 1987년부터 1995년까지 기계공업을 중심으로 시화공업단지가 조성되기 시작했다.

## 참고 자료
- 배기동 (2007년 2월 28일). 《시흥의 전통시대 - 선사문화와 고대사회의 형성》. 시흥사편찬위원회.
- 김상열 (2007년 2월 28일). 《시흥의 전통시대 - 삼국시대》. 시흥사편찬위원회.